# Paradoxa de Clausius
La paradoxa de Clausius, també coneguda com la paradoxa de la mort tèrmica o paradoxa termodinàmica, formulada el 1862 per Lord Kelvin, Hermann von Helmholtz i William John Macquorn Rankine, és un argument reductio ad absurdum que utilitza la termodinàmica per a mostrar la impossibilitat d'un univers infinitament vell. Aquesta paradoxa és basada en el model clàssic d'un univers etern. La paradoxa de Clausius és una paradoxa de paradigma. Fou necessari d'esmenar les nostres idees fonamentals sobre l'univers, canviant de paradigma, per a resoldre-la.
La paradoxa era basada en l'aplicació estricta del Segon principi de termodinàmica, postulat per Rudolf Clausius, segons el qual la calor només pot ser transferida d'un objecte calent a un altre més fred. Si l'univers fos etern, tal com es suposava en el model clàssic estacionari, aquest hauria de ser totalment fred.
Tot objecte calent transfereix calor al seu entorn més fresc, fins que tot el sistema és a la mateixa temperatura. Per a dos objectes a la mateixa temperatura, els fluxos de calor d'un cos a l'altre són idèntics, i l'efecte net és nul. Si l'univers fos infinitament vell, hi hauria d'haver hagut prou temps per a les estrelles de refredar-se tot escalfant el seu entorn. La temperatura arreu hauria de ser la mateixa i no existiria cap estrella (o tot hauria de ser tan calent com les estrelles mateixes). Donat l'existència d'estrelles l'univers no és en equilibri tèrmic i no pot ser infinitament vell.
La paradoxa no apareix en la cosmologia del big-bang, on l'univers no és prou vell per haver assolit l'equilibri tèrmic.